# La Chapelle-Montligeon
La Chapelle-Montligeon település Franciaországban, Orne megyében. Lakosainak száma 510 fő (2022. január 1.). La Chapelle-Montligeon Saint-Mard-de-Réno, Corbon, Courgeon, Cour-Maugis-sur-Huisne és Longny les Villages községekkel határos.

## Népesség
A település népességének változása:
| Lakosok száma | 608  | 550  | 556  | 520  | 518  | 517  | 515  | 513  | 510  |
|               | 2013 | 2015 | 2016 | 2017 | 2018 | 2019 | 2020 | 2021 | 2022 |